# 平井滋二
平井 滋二（ひらい しげじ、1916年5月26日 - 2006年4月8日）は、日本の経営者。工学博士。四国電力社長、会長を歴任。

## 経歴
愛媛県西条市出身。1941年に京都帝国大学工学部を卒業し、技術士官として、海軍技術研究所での勤務を経て、1947年5月に四国配電(のちの四国電力)に入社。
1968年5月に取締役に就任し、1969年6月に常務、1974年11月に副社長を経て、1981年6月には社長に就任。1985年6月に相談役に就任。
1978年5月に藍綬褒章を受章し、1987年11月に勲二等旭日重光章を受章。
2006年4月8日老衰のために死去。89歳没。